# 二十四邊形
在幾何學中，二十四邊形是指有24條邊和24個頂點的多邊形，其內角和為3960度。二十四邊形有很多種，其中對稱性最高的是正二十四邊形。其他的二十四邊形依照其類角的性質可以分成凸二十四邊形和非凸二十四邊形，其中凸二十四邊形代表所有內角角度皆小於180度。非凸二十四邊形可以在近一步分成凹二十四邊形和星形二十四邊形，其中星形二十四邊形表示邊自我相交的二十四邊形。

## 正二十四邊形
正二十四邊形是指所有邊等長、所有角等角的二十四邊形，由24條相同長度的邊和24個相同大小的角構成，是一種正多邊形。正二十四邊形的內角是{\displaystyle {\frac {11\pi }{12}}}弧度，換算成角度是165度。在施萊夫利符號中用{\displaystyle \left\{24\right\}}來表示。由於正二十四邊形可看作是截去所有頂點的正十二邊形，即截角的正十二邊形，因此施萊夫利符號中也可以計為 {\displaystyle t\left\{12\right\}}。而正十二邊形又可看作是截去所有頂點的正六邊形，即截角的正六邊形，因此正二十四邊形在施萊夫利符號中也可以計為 {\displaystyle tt\left\{6\right\}}。而因為正六邊形亦可以將正三角形透過截角變換來構造，即切去正三角形的三個頂點，因此正二十四邊形可以視為正三角形經過3次的截角變換的結果，在施萊夫利符號中亦可以使用 ttt{3} 表示。
正二十四邊形的內角為165度，因此其中心角為15度，其對應的直角三角形角度為7.5度，其餘切值為：
{\displaystyle \cot \left({\frac {\pi }{24}}\right)=\cot \left(7.5^{\circ }\right)={\sqrt {6}}+{\sqrt {3}}+{\sqrt {2}}+2\ =\left({\sqrt {2}}+1\right)\left({\sqrt {3}}+{\sqrt {2}}\right)}
由此可得到正二十四邊形的面積為：
{\displaystyle A=6t^{2}\cot {\frac {\pi }{24}}={6}t^{2}(2+{\sqrt {2}}+{\sqrt {3}}+{\sqrt {6}})}
正二十四邊形與正六邊形、正四十八邊形和正九十六邊形出現在阿基米德多邊形的圓週率逼近和刘徽的割圓術中。

### 構造
正二十四邊形的邊數24可因數分解為{\displaystyle 24=2^{3}\times 3}，其中，3是費馬質數，由於其為費馬質數和2的次方的積，因此正二十四邊形是一個可作圖多邊形。正二十四邊形是一種截角十二邊形，可將正十二邊形邊二等分並依外接圓來構造。

## 對稱性

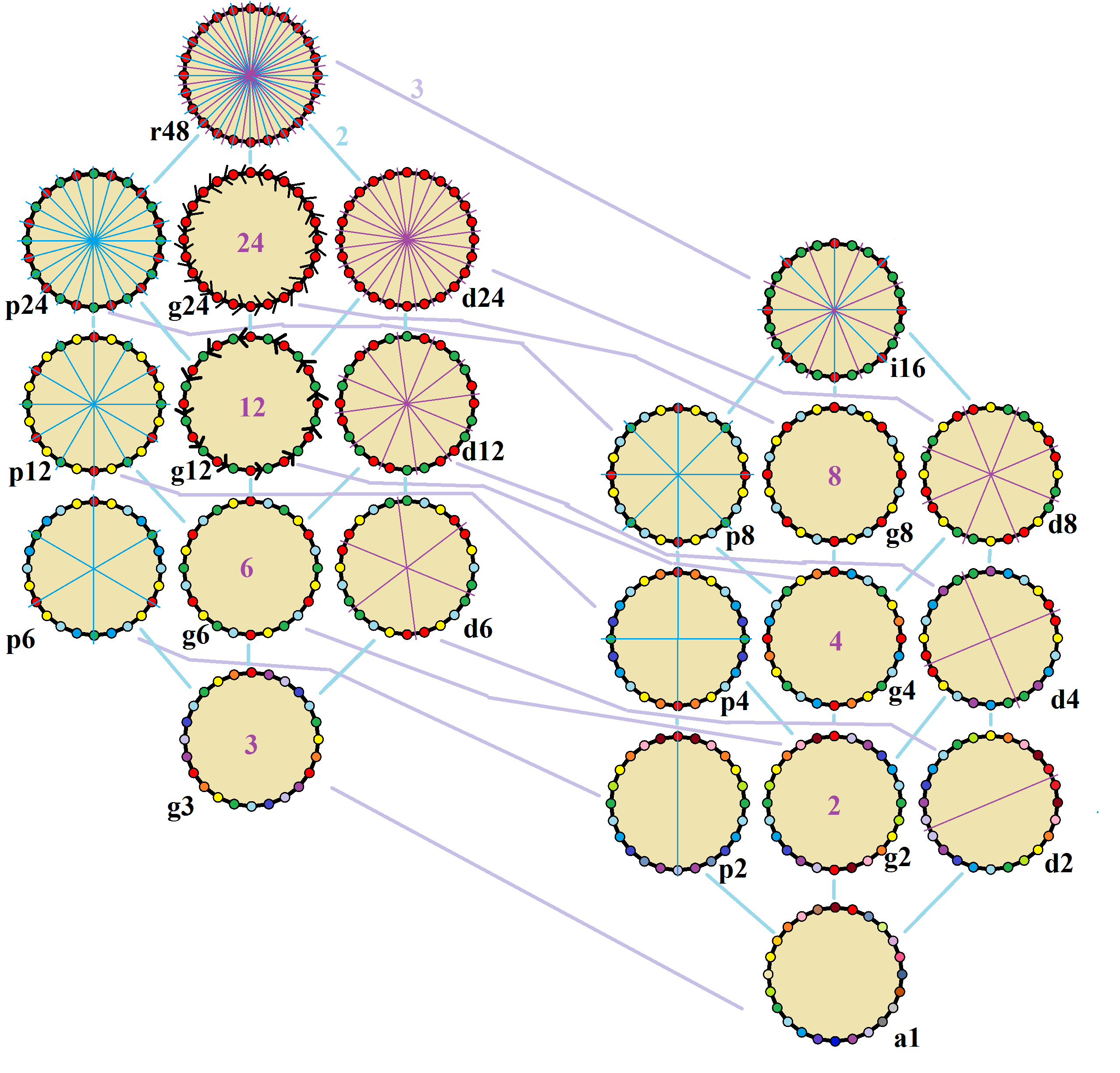
二十四邊形的對稱性。藍色對稱軸經由頂點繪製，紫色對稱軸經由邊緣繪製。旋轉對稱階數可由中心確定

正二十四邊形具有Dih24的二面體群對稱性，且其對稱階數為四十八階。正二十四邊形的二面體群對稱群共有7個子群，這些子群可以分成兩組，其中一組有Dih12二面體群、Dih6二面體群、Dih3二面體群另外一組的四個子群分別為Dih8二面體群、Dih4二面體群、Dih2和Dih1二面體群。此外，其在旋轉對稱性中，其循環群更多達八個，他們同樣可以分成兩組，其中一組有Z24、Z12、Z6、Z3，另外一組的四個循環群分別為Z8、Z4、Z2和Z1。
這16種對稱性可以在二十四邊形上的22個不同的對稱性中看到。康威將其依照群的階數以不同的字母做標記。對稱性最高，即具有所有48條對角線的是r48，例如正二十四邊形，沒有對稱性也就是沒有任何對稱軸的是a1，例如不規則二十四邊形。
二面體群的對稱性是取決於他們是否通過頂點（d、對角線）或邊(p邊上的內切圓直徑)劃分，然後i表示邊或頂點在鏡射線的路徑上。中間一列的循環群對稱性以g和其旋轉對稱的階數表示。
每個子組對稱性允許一個或多個自由不規則形式。只有g24子群沒有自由度，但可以看作是有向邊。

## 相關多邊形
部分圖形與二十四邊形相關，例如二十四角星，同樣由二十四條邊組成，但是具有邊自我相交的性質。

### 二十四邊形頂角組合
在平面上，一個頂點周圍可以有1個正二十四邊形、1個正三角形和1個正八邊形。
但是這種頂角組合無法重複排列形成鑲嵌圖。

### 二十四角星
二十四角星是一種具有24個邊的星形多邊形。其中有3個正圖形，其在施萊夫利符號中表示為：{24/5}、{24/7}和{24/11}。另外有7種具有相同的頂點布局，在施萊夫利符號中表示為：2{12}、3{8}、4{6}、6{4}、8{3}、3{8/3}、和2{12/5}。
| 形式 | 凸多邊形    | 複合多邊形   | 複合多邊形    | 複合多邊形      | 星形多邊形 | 複合多邊形    |
| ---- | ----------- | ------------ | ------------- | --------------- | ---------- | ------------- |
| 圖像 | {24/1}={24} | {24/2}=2{12} | {24/3}=3{8}   | {24/4}=4{6}     | {24/5}     | {24/6}=6{4}   |
| 內角 | 165°        | 150°         | 135°          | 120°            | 105°       | 90°           |
| 形式 | 星形多邊形  | 複合多邊形   | 複合多邊形    | 複合多邊形      | 星形多邊形 | 複合多邊形    |
| 圖像 | {24/7}      | {24/8}=8{3}  | {24/9}=3{8/3} | {24/10}=2{12/5} | {24/11}    | {24/12}=12{2} |
| 內角 | 75°         | 60°          | 45°           | 30°             | 15°        | 0°            |

此外亦有一些等角但不等邊的二十四角星，可藉由正十二邊形{12}或十二角星{12/5}經過反截角或更深的截角來構造。這也產生了兩個半截角的圖形，其在施萊夫利符號中表示為：t{12/11}={24/11}和t{12/7}={24/7}。
| 擬正           | 等角 | 等角 | 等角 | 等角 | 等角 | 擬正             |
| -------------- | ---- | ---- | ---- | ---- | ---- | ---------------- |
| t{12}={24}     |      |      |      |      |      | t{12/11}={24/11} |
| t{12/5}={24/5} |      |      |      |      |      | t{12/7}={24/7}   |

### 圖
K24完全圖經常會被以正二十四邊形的圖形繪製來描述其36條連接邊。這個圖與二十三維正二十四胞體的正投影圖同為24個頂點和276條邊。
| 二十三維正二十四胞體 |

另外K24完全圖也顯示了二十四邊形的252條對角線。

## 扭歪二十四邊形
扭歪二十四邊形，又稱不共面二十四邊形，是指頂點並非完全共面的二十四邊形。
| {12}#{ } | {12/5}#{ } | {12/7}#{ } |
| -------- | ---------- | ---------- |
|          |            |            |

## 外部連結
- 埃里克·韦斯坦因. . MathWorld.
- Naming Polygons and Polyhedra（页面存档备份，存于）
- (simple) polygon（页面存档备份，存于）
- icosatetragon（页面存档备份，存于）